# Anna Pujol Puigvehí
Anna Pujol Puigvehí (Figueras, Gerona, España; 16 de agosto de 1947) es una historiadora, profesora y arqueóloga española. 

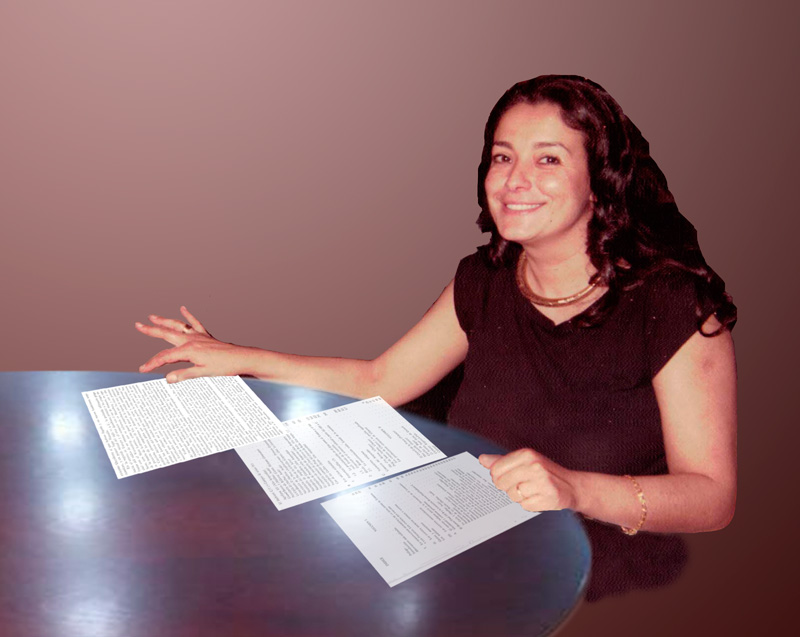
Anna Pujol Puigvehí.

## Trayectoria profesional
Licenciada en Filosofía y Letras por la Universidad de Barcelona (1970), grado de licenciatura con la tesis Los Indiketes según las fuentes literarias y arqueológicas, doctora summa cum laude en Historia por la Universidad Autónoma de Barcelona con la tesis doctoral La población prerromana del extremo nordeste peninsular. Génesis y desarrollo de la cultura ibérica en las comarcas gerundenses (1981). Ha sido profesora de la Universidad Autónoma de Barcelona durante más de 15 años, y profesora colaboradora de Arqueología e Historia Antigua de la UOC (Universidad Abierta de Cataluña). Es catedrática de Historia de Institutos de Enseñanza Secundaria desde el año 1981.
Como arqueóloga ha sido profesora técnica de varios cursos internacionales, ha excavado con equipos francoespañoles en yacimientos de relevancia científica como el palacio orientalizante de Cancho Roano, Zalamea de la Serena (Badajoz) o el poblado galorromano de Bibracte (Mount-Beuvary, Nièvre, Francia), además de numerosas excavaciones de yacimientos de diferentes épocas y tipologías de España, Cataluña (Ullastret, Ampurias ...) y Europa (Saint-Rémy-de-Provence, Bourges, Bordighera, Liguria...). La experiencia de la didáctica de la arqueología la ha llevado a ser ponente y organizar las I y las II Jornadas de Arqueología y Pedagogía en el Museo de Arqueología de Cataluña en 1994 y 1996. Ha colaborado también en el programa de informática educativa (PIE) del Departamento de Enseñanza de la Generalidad de Cataluña, fruto del cual es el documento informático sobre Los íberos de Cataluña que se puede consultar libremente en la web del Departamento de Enseñanza.
Es asesora científica de la asociación Amics dels Museus de Catalunya (desde 1974), colaboradora científica del Índice Histórico Español desde 1973 y forma parte de varias asociaciones: ha sido miembro del Instituto de Arqueología y Prehistoria de la Universidad de Barcelona y miembro del Instituto de Estudios Catalanes y patronatos como el de Santa María de Vilabertran. Como conferenciante ha impartido numerosos cursos de postgrado en varias universidades e instituciones españolas y del extranjero. Ha publicado numerosos estudios sobre los momentos más antiguos de la historia de Cataluña, tanto de carácter científico como de difusión y divulgación, en revistas como: Ampurias, Información Arqueológica, Revista de Estudios Extremeños , Anales del Instituto de Estudios Ampurdaneses, Pyrenae, Historia y Vida, Historia 16, Rutas del Mundo de la National Geographic Society, Revista de Arqueología o Scientific American.
Recibió el III Premio Castell del Joncar otorgado por el Ayuntamiento de Figueras y la Sociedad Coral Erato de investigación histórica por el estudio que había sido su tesis de licenciatura El Ampurdán desde la colonización griega a la conquista romana. Según testimonio de los autores griegos y romanos contemporáneos (publicado en Anales del Instituto de Estudios Ampurdaneses, 1977).
Su tarea como investigadora y escritora reúne, pues, tres campos interrelacionados: la protohistoria de Cataluña y de Europa, las raíces de la gastronomía de Cataluña, incluyendo la bebida (La Introducción y comercialización del vino en el nordeste de la Península Ibérica), y la traducción de libros y estudios relacionados con las dos temáticas, como por ejemplo los libros que utiliza la Escuela Superior de Arquitectura de Barcelona, Historia de las tipologías arquitectónicas (Pevsner, Nikolaus, original en inglés) o Historia de la arquitectura moderna (Benevolo, Leonardo, original en italiano)

## Obra
Entre las monografías se cuentan las obras: La población prerromana del extremo nordeste peninsular: génesis y desarrollo de la cultura ibérica en las comarcas gerundenses (Barcelona: 1984), resumen de la tesis doctoral; La población prerromana del extremo nordeste peninsular. Génesis y desarrollo de la cultura ibérica en las comarcas gerundenses (Consejo Superior de Investigaciones Científicas, Madrid - Universidad Autónoma de Barcelona: 1989 2 vols.), Arrels clàssiques de la cuina de la Catalunya Vella. D’Apici (s. I) a Josep Pla (s. XX) (Barcelona: 1997), El territori de Llançà a l’antiguitat (Figueres: 1998).
Publicaciones de tipo didáctico: L’arqueologia a Catalunya, avui  (Barcelona, 1982), Els ibers. Vida i cultura (Barcelona, 1992), La Costa Brava. Guía-álbum con itinerario descriptivo (Barcelona, sd). Ha participado en diversas monografías entre las que figura: L’alimentació mediterrània (Barcelona, 1996). Está vinculada al mundo editorial como traductora técnica del italiano, del inglés y del francés de obras de historia y de historia del arte.